# 国家街 (图尔)
国家街（法語：Rue Nationale）是法国图尔最古老和最繁华的街道之一。国家街位于图尔的市中心，长700米，南北走向，连接阿纳托尔·法郎士广场（place Anatole France）-威尔逊桥（Pont Wilson）以及格拉蒙大街（Avenue de Grammont）。这条街属于七公里长的直路的一部分。
街道的北段较宽，而南段较窄，为步行街，仅供公共交通使用。
这条街开始于图尔市立图书馆和圣儒略堂。39号为巴尔扎克出生的房子。街上有笛卡尔和拉伯雷两座雕像。